# Кашуби
Кашу́би (кашубською — Kaszëbi; пол. Kaszubi; нім. Kaschuben) — західнослов'янський народ, що проживає на північному заході Польщі. Неофіційна столиця кашубів — місто Картузи. З великих міст, найбільший відсоток осіб кашубського походження мешкає у Гдині.
Спочатку основним заняттям більшості кашубів було рибальство; зараз більшість працює у сфері туризму.
Основна організація, яка піклується збереженням самобутності та традицій кашубів, — Кашубсько-Поморське Об'єднання [Архівовано 3 Лютого 2021 у Wayback Machine.].

## Чисельність
Вважається, що загалом в Польщі мешкає понад 300 000 кашубів. За іншими даними в країні налічуються від 50 000 до 500 000 кашубів. За переписом 2002 року тільки 5100 осіб визначили свою національність, як кашуби, хоча 51 тисяча наголосили, що кашубська мова — рідна для них. Більшість кашубів визначають себе поляками за громадянством, а кашубами за етнічною приналежністю, тобто вважають себе одночасно як поляками, так і кашубами.
Кашубами зокрема є генерал-фельдмаршал Людвіг Йорк та польський політик Дональд Туск – прем'єр-міністр Польщі, колишній голова Європейської Ради (2014-2019).

## Галерея

Кашубський національний прапор
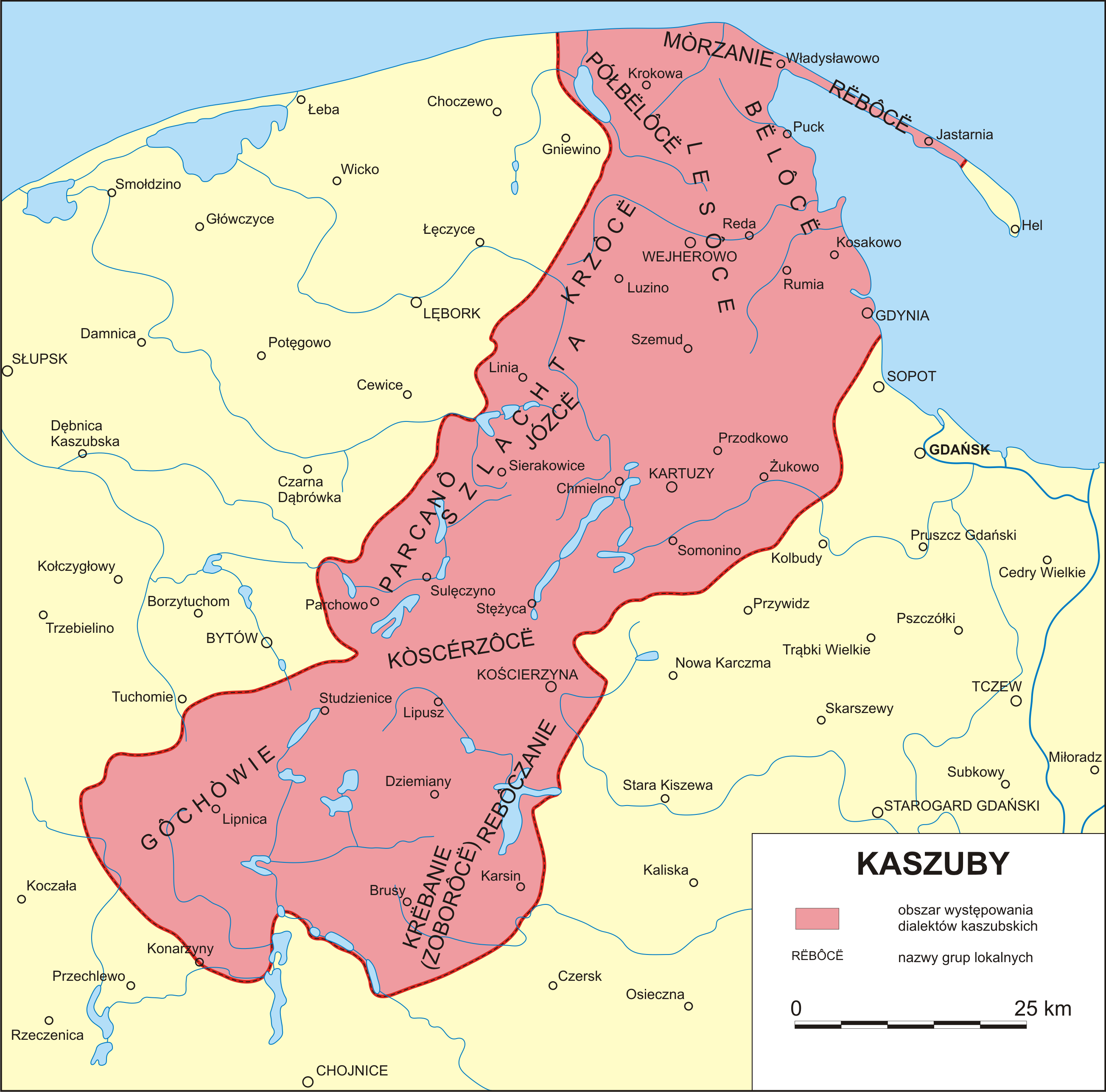
Етнічна територія кашубів наприкінці XX століття (пол.)
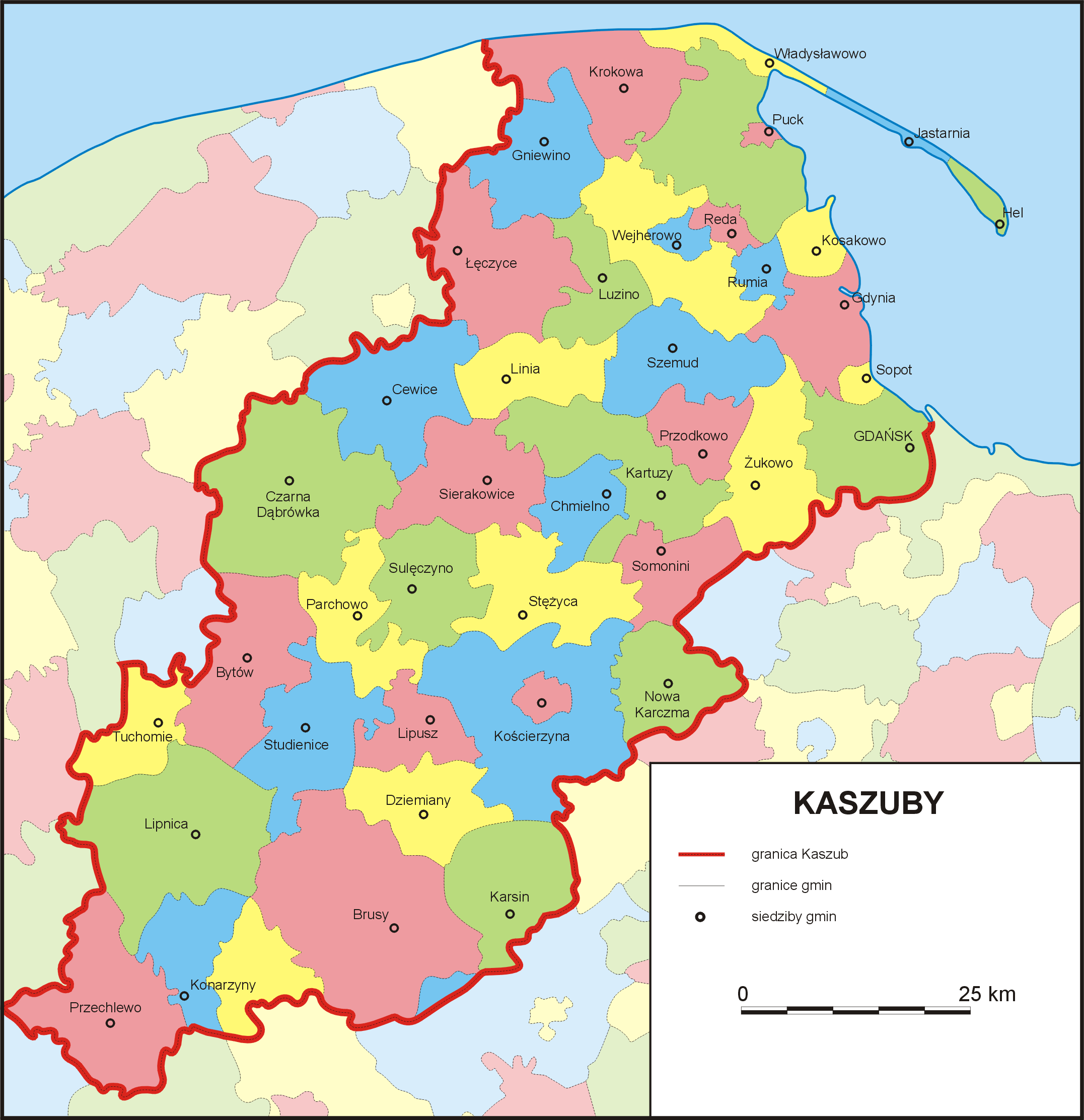
Етнічна територія кашубів наприкінці XX століття (англ.)